# Gustav Schwarzenegger
Gustav Schwarzenegger (2 de agosto de 1907-1 de diciembre de 1972) fue un jefe de la policía austríaca (Gendarmeriekommandant), inspector postal, policía militar y miembro de la Sturmabteilung (SA) y del Partido Nacional Socialista Alemán de los Trabajadores (conocida también por sus iniciales alemanas como NSDAP o simplemente como el Partido Nazi). Fue el padre del ex gobernador de California, fisicoculturista y actor de películas de acción Arnold Schwarzenegger.

## Biografía
Gustav Schwarzenegger, hijo de Karl Schwarzenegger y Cecilia Hinterleitner, nació en Austria-Hungría el 2 de agosto de 1907, se casó con la viuda de guerra Aurelia Jadrny (2 de julio de 1922-2 de agosto de 1998) el 5 de octubre de 1945, en Mursteg, Steiermark, Austria, ya terminada la guerra. Murió en Weiz, Steiermark, Austria, a la edad de 65 años, a donde había sido transferido como policía, y está enterrado en el Cementerio de Weiz, Steiemark, Austria. Aurelia Jadrny Schwarzenegger por su parte murió de un ataque al corazón a la edad de 76 años mientras visitaba el Cementerio de Weiz en 1998 y está enterrada al lado de su esposo, Gustav Schwarzenegger. 
Su hijo, Arnold Schwarzenegger, declaró en la película Pumping Iron que no asistió al funeral de su padre, pero más tarde se retractó de esto explicando que fue una historia que él había tomado de un boxeador para hacerlo parecer como si él pudiera impedir que su vida personal interfierese con su entrenamiento atlético. Las noticias sobre los vínculos nazis de Gustav fueron revelados por primera vez en 1990, en el cual Arnold pidió al Centro Simon Wiesenthal, una organización que él había apoyado por mucho tiempo, investigar sobre el pasado de su padre. El Centro encontró archivos de ejército de Gustav y membresía del partido Nazi. El interés de los medios emergió de nuevo cuando Arnold se postuló para gobernador en la elección de 2003.
De acuerdo a los documentos obtenidos en 2003 de los Archivos del Estado austriaco por Los Angeles Times, después de expirar un sello puesto bajo la ley de privacidad austriaca, Gustav Schwarzenegger se postuló voluntariamente para unirse al partido nacionalsocialista el 1 de marzo de 1938, dos semanas antes de la reunificación con Austria. Un archivo separado obtenido por el Centro Simon Wiesenthal indica que buscó membresía antes de la reunificación pero solo fue aceptado en enero de 1941. También se postuló para convertirse en miembro del Sturmabteilung (SA) el 1 de mayo de 1939, el año después de la reunificación, en una época en que la membresía en las SA está declinando. Las SA tenían 900 000 miembros en 1940, abajo de 4,2 millones en 1934. Esto era el resultado de la Noche de los cuchillos largos, que fue una purga política de Hitler contra las SA que eran vistas como demasiado radicales y demasiado poderosas por los altos mandos militares y los líderes industriales dentro de Alemania. 
Cuando era joven, era corpulento y elegante, un deportista que amaba la música. Se unió a la fuerza de policía local a los 18 y se convirtió en líder de la banda de música de la policía local. Además aquellos que lo conocieron afirman que era de temperamento fuerte y propenso a discutir. Schwarzenegger sirvió en el ejército austriaco de 1930 a 1937, alcanzando el rango de comandante de sección y en 1937 se convirtió en oficial de la policía. Llegó a ser jefe de policía en una villa pequeña cercana a Graz donde desarrolló un interés en la política.
Después de enlistarse en la Wehrmacht (fuerzas armadas) en noviembre de 1939, fue Hauptfeldwebel (equivalente a sargento mayor) de la Feldgendarmerie, que eran unidades de policía militar. Schwarzenegger sirvió en Polonia, Francia, Bélgica, Ucrania, Lituania y Rusia, su unidad era el batallón 521 de la policía militar (motorizada), formada en Viena con la ayuda de la Ordnungspolizei (la policía alemana). Su unidad de 110 hombres fue primero agregada al decimocuarto ejército durante la invasión de Polonia, y más adelante fue parte del Grupo Blindado 4 (después Ejército Blindado 4) que era parte del Grupo de Ejércitos del Norte en la Unión Soviética. Herido en Rusia el 22 de agosto de 1942, tenía la Cruz de Hierro en ambas clases por valor, la medalla del Frente del Este (por servir en el especialmente amargo invierno ruso de 1941-1942) y la Insignia Negra de los Heridos. Schwarzenegger parece haber recibido mucha atención médica, inicialmente, fue tratado en el hospital militar en Łódź, pero de acuerdo a los archivos también sufrió de brotes recurrentes de malaria, lo que llevó a que fuera dado de baja en febrero de 1944, considerado no apto para el servicio activo, y regresó a Graz, Austria, donde fue asignado como inspector postal. 
Un documento sanitario lo describe como una persona "tranquila y confiable, no particularmente sobresaliente" y su intelecto como "promedio". Ursula Schwarz, una historiadora del Centro de Resistencia austriaca de Viena, ha dicho que la carrera de Schwarzenegger era típica de su generación y no ha emergido evidencia que lo conecte directamente con la participación en crímenes de guerra o abusos contra civiles. Continuó su carrera de policía en 1947.